# قائمة رائدات الفضاء

## العشرة نساء الأوائل اللواتي صعدنَ إلى الفضاء

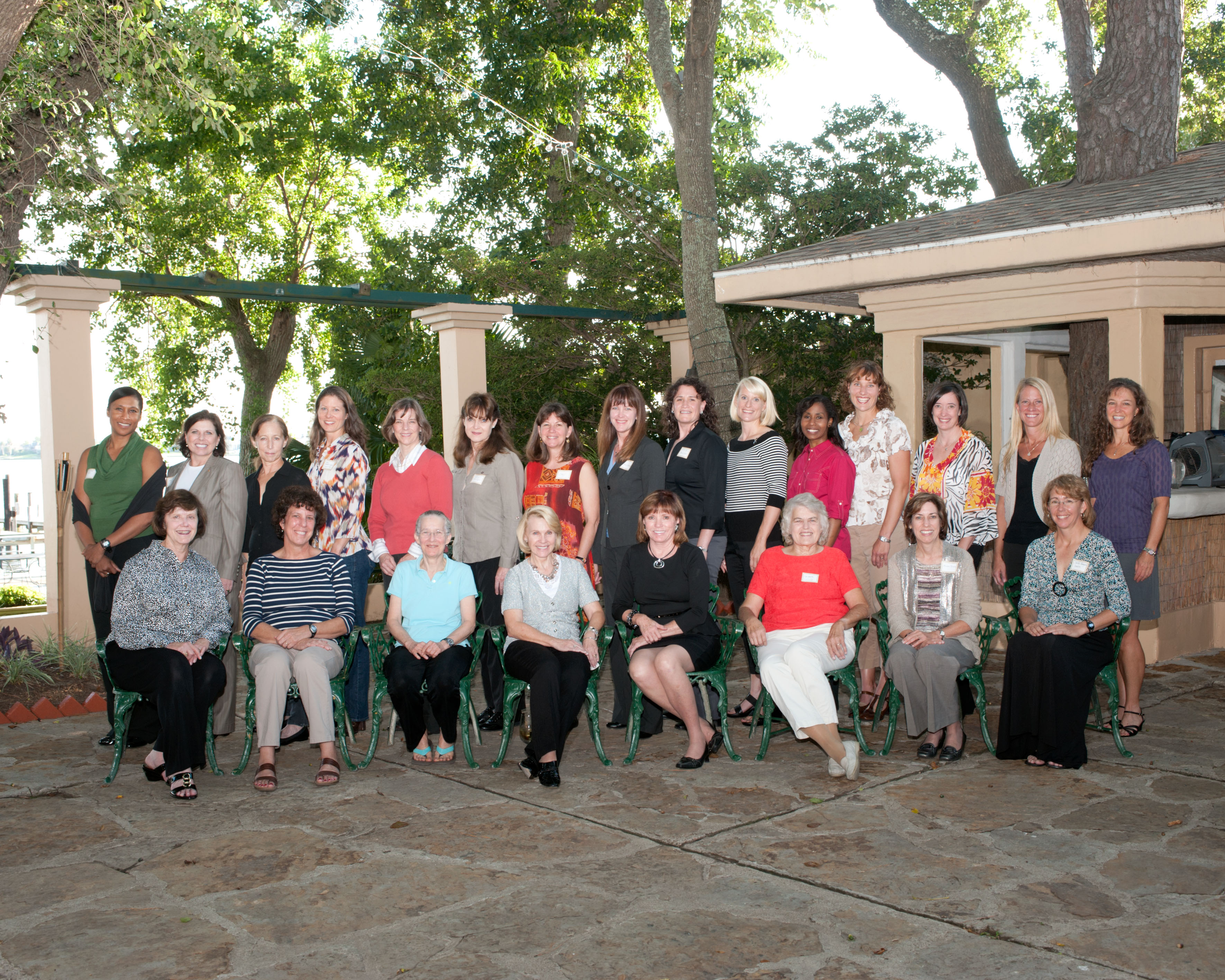
لقاء 22 رائدة فضاء في خريف 2012 على شرف رائدة الفضاء سالي رايد

إنّ النّساء كان لهنّ مشاركة مبكّرة في الرّحلات المأهولة إلى الفضاء. للأسف، لم تصل أيٌّ من هذه الرّحلات إلى القمر، ولكن بالمجموع هنالك أكثر من 50 امرأة سافرت إلى الفضاء.. وإحداهنّ في الواقع سافرت إلى الفضاء قبل نيل أرمسترونغ وغيره من روّاد أبولو.
هذه قائمة بأسماء النّساء العشرة الأوائل اللّواتي صعدن إلى الفضاء:
1- فالينتينا تيريشكوفا، من الاتحاد السوفييتي السّابق، كانت أوّل امرأة سافرت إلى الفضاء في رحلة فوستوك 6 في العام 1963.
2- سفيتلانا سافيتسكايا، من الاتحاد السوفييتي السّابق، سافرت إلى الفضاء لأوّل مرّة في العام 1982.
3- سالي رايد، من الولايات المتحدة، كانت أوّل امرأة أمريكيّة لتسافر إلى الفضاء لأوّل مرّة في العام 1983.
4- جوديث ريزنيك، من الولايات المتحدة، سافرت إلى الفضاء لأوّل مرّة في العام 1984. (جوديث توفّيت في حادثة تشالينجر في العام 1986).
5- كاثرين سوليفان، من الولايات المتحدة، سافرت إلى الفضاء لأوّل مرّة في العام 1984.
6- آنا فيشر، من الولايات المتحدة، سافرت إلى الفضاء في العام 1984.
7- مارغريت سيدون، من الولايات المتحدة، سافرت إلى الفضاء لأوّل مرّة في العام 1985.
8- شانون لوسيد، من الولايات المتحدة، سافرت إلى الفضاء لأوّل مرّة في العام 1985.
9- بوني دونبار، من الولايات المتحدة، سافرت إلى الفضاء لأوّل مرّة في العام 1985.
10- ماري كليف، من الولايات المتحدة، سافرت إلى الفضاء لأوّل مرّة في العام 1985.